# Hans Schmidradner
Johann « Hans » Schmidradner, né le 26 février 1945 est un footballeur international autrichien.

## Biographie
Schmidradner fait ses débuts en A-Liga en 1963-1964 sous le maillot du FK Austria Vienne, mais ne joue que lors de matchs amicaux les deux saisons suivantes. Il décide de passer au First Vienna FC 1894, club plus modeste, où il devient un joueur régulier, mais subit la relégation de la ligue en 1968. Schmidradner rejoint le Wiener Sport-Club, où il est vice-champion en 1968-1969 et atteint également dans la même saison la finale de la Coupe d'Autriche, que le club perd 1-2 contre le Rapid Vienne. Grâce à la bonne performance dans le club, il fait ses débuts dans l'équipe nationale entraînée par Leopold Šťastný lors d'un match nul 1-1 contre l'Allemagne le 21 septembre 1969 et en deviendra un cadre.
En 1971, Schmidradner décide de rejoindre le Kickers Offenbach, club allemand de deuxième division, qui revient en élite en 1972. Jusqu'en 1976, il reste, comme son concitoyen Josef Hickersberger, avec le club en Bundesliga et pendant ce temps manque la qualification en tant que légionnaire dans l'équipe d'Allemagne pour la Coupe du monde de football 1974. Après avoir manqué la qualification directe avec l'Autriche au point et au but face à la Suède, l'équipe perd un peu moins de 1-2 dans un troisième match à Gelsenkirchen. Après la saison 1976-1977 en 2. Bundesliga avec le FV Würzburg 04, le défenseur retourne en Autriche au Linzer ASK qui est relégué en 1978, il arrête alors sa carrière.

## Palmarès
Wiener Sport-Club
- Championnat d'Autriche :
  - Vice-champion : 1963-64, 1968-69 et 1969-70.

- Coupe d'Autriche :
  - Finaliste : 1968-69.